# 96a Brigada Mixta (Exèrcit Popular de la República)
La 96a Brigada Mixta va ser una unitat de l'Exèrcit Popular de la República que va prendre part en la Guerra Civil Espanyola. Al llarg de la contesa la brigada va estar present en els fronts d'Extremadura i Llevant, agregada a la 39a Divisió. Entre els integrants de la brigada un important percentatge d'ells procedia de l'àmbit taurí.
A vegades és denominada com la «brigada dels toreros».

## Historial
La unitat va ser creada al juny de 1937, a Múrcia, a partir d'un batalló de la 22a Brigada Mixta i reclutes procedents de les quintes de 1932, 1933, 1934 i 1935. El comandament inicial de la unitat va recaure en el comandant d'infanteria Manuel Fermín Abeytúa, que només va ostentar el comandament durant el període de formació; seria substituït pel major de milícies Luis Prados Fernández «Litri», antic noviller que al començament de la guerra havia manat les milícies «taurines» al front de Madrid. El comissari va ser el peruà Ernesto Rojas Zavala, del PCE. La unitat seria assignada a la 39a Divisió del XIII Cos d'Exèrcit, en el front de Terol.
Poc després de finalitzar la seva instrucció, el 7 de juliol va ser enviada al sector de Gea de Albarracín. Set dies després va establir una línia defensiva en el front de Noguera-Griegos-Guadalaviar-Tones de Albarracín. A la fi d'any va participar en la batalla de Terol, on tanmateix no va tenir una bona actuació. Cap al 14 de gener de 1938 es trobava en el sector de «Las Celadas» i «El Muletón», que va ser atacat per les forces franquistes; com a conseqüència, la 96a BM va haver d'acudir per a tractar de tancar la bretxa oberta. Unes setmanes després, el 6 de febrer, va haver d'acudir en auxili de les forces republicanes al front d'Alfambra.
El 24 d'abril de 1938, en el context de la campanya de Llevant, va contraatacar en la posició d'«El Cerro», iniciant llavors una lenta retirada cap a la Sierra del Pobo, on arribaria el 2 de maig. Per al 18 de juny la 96a BM ocupava les posicions que hi havia entorn del «Corral Blanco». Durant aquestes operacions la unitat va sofrir un fort desgast. Finalitzades les batalles de Llevant, durant els següents la 96a BM va romandre en el front de Llevant fins al final de la guerra, al març de 1939.

## Comandaments
Comandants
- Comandant d'infanteria Manuel Fermín Abeytúa;
- Major de milícies Luis Prados Fernández;[6]
- Major de milícies Silvestre Gómez Sánchez;[7]

Comissaris
- Ernesto Rojas Zavala, del PCE;[8][9]

Caps d'Estat Major
- major de milícies Francisco Carbonell Vaquero;